# جيري دوغلاس
جيري دوغلاس (بالإنجليزية: Jerry Douglas)‏ هو ممثل أمريكي، ولد في 12 نوفمبر 1932 في الولايات المتحدة.

## أعمال

### أفلام
- (1991) جي اف كي[3]

### مسلسلات
- الرجل الأخضر الخارق
- كولد كيس

## وصلات خارجية
- جيري دوغلاس على موقع IMDb (الإنجليزية)
- جيري دوغلاس على موقع ألو سيني (الفرنسية)
- جيري دوغلاس على موقع أول موفي (الإنجليزية)
- جيري دوغلاس على موقع قاعدة بيانات الأفلام السويدية (السويدية)
- جيري دوغلاس على موقع قاعدة بيانات الفيلم (الإنجليزية)
- جيري دوغلاس على موقع كينوبويسك (الروسية)